# 麥克法倫 (北卡羅萊納州)
麥克法倫（英語：McFarlan）是一個位於美國北卡羅萊納州安森縣的城鎮。

## 人口
根據2020年美國人口普查的數據，麥克法倫的面積為2.38平方千米，皆為陸地。當地共有人口94人，而人口密度為每平方千米39人。